# Беллами, Этель
Этель Беллами (англ. Ethel Frances Butwell Bellamy, 17 ноября 1881 — 7 декабря 1960) — английский астроном и сейсмограф.

## Биография
Этель Беллами родилась в Оксфорде в 1881 г. Её родителями были Монтегю Эдвард Джеймс Батвелл Беллами и Мэри Кастелл.
Её дядя Фрэнк Артур Беллами был астрономом и со своими ассистентами работал в обсерватории Радклиффа при Оксфордском университете. И в 1889 г. в возрасте 17 лет Этель стала его помощницей в вычислениях для составления карты неба (Carte du Ciel и астрографического каталога под руководством Герберта Холла. В 1912 г. Этель получила постоянное место ассистентки в обсерватории с жалованьем 50 фунтов в год — на этой должности когда-то работал другой её дядя Фредерик Беллами.
После завершения работы по каталогизации звёзд Оксфордским университетом Герберт Тёрнер взялся за аналогичную работу для Ватиканской обсерватории. Эти работы для Ватикана Этель выполняла с 1911 по 1928 гг. и была награждена Ватиканом серебряной медалью. Всего к 1928 г. Этель с дядей внесли в каталоги более миллиона звёзд.
В 1918 г. Этель Беллами стала ассистентом в лаборатории сейсмологии. Она работала с сейсмографами, а также собирала и обрабатывала данные, полученные с шестисот сейсмологических станций. Вместе с Гербертом Тёрнером, а затем с Джозефом Хьюзом она вычисляла эпицентры землетрясений и готовила данные для публикации в каталоге ISS (International Seismological Summary). В годы Второй мировой войны она выполняла эту работу самостоятельно.
В 1930 г. после смерти Герберта Тёрнера Этель стала одним из редакторов ISS. Она также публиковала научные статьи — всего с 1913 по 1939 гг. у неё было 9 публикаций, 2 из которых были в соавторстве с её дядей. Фрэнк Беллами умер в 1936 г., завещав свою коллекцию Кембриджскому университету и не оставив племяннице ничего. Тогда Кембриджский университет отказался от наследства Фрэнка Беллами в пользу Этель.
В 1939 г. Этель в журнале Nature опубликовала статью, описывающую географическое распределение эпицентров землетрясений, зарегистрированных с 1913 по 1932 гг.
Этель Беллами была членом Британской Астрономической Ассоциации, в 1926 г. её выбрали в Королевское астрономическое общество, Оксфордский университет присвоил ей почётную степень магистра.
В 1947 г. Этель Беллами ушла на пенсию и уехала в Апвэй (Дорсет). Умерла в Уэймуте в 1960 г. На стене дома в Оксфорде по Винчестер-роуд, 2, где Этель жила с дядей, установлена памятная табличка.